# Carl Friedrich Claus
Carl Friedrich Wilhelm Claus (Kassel, 2 gennaio 1835 – 18 gennaio 1899) è stato uno zoologo tedesco.

## Biografia
Era un oppositore delle idee di Ernst Haeckel.
Claus dopo aver studiato biologia, all'università di Marburg e di Gießen con Rudolf Leuckart (1822-1898).  inizia la sua attività lavorativa all'università di Würzburg Göttingen e Vienna. In seguito, messo a capo della stazione zoologica di Trieste, si specializzò nella zoologia marina dove, a seguito di studi sulla biologia, coniò il termine fagocita. La collezione originale di Trieste e Rovigno è confluita nel 1968 presso il museo di zoologia adriatica "Giuseppe Olivi" situato nel palazzo Grassi a Chioggia.
Sotto le sue direttive, Sigmund Freud, dal 1871 al 1877, condusse studi sia a Vienna che a Trieste.